# Municipio Santa Ana (Anzoátegui)
El Municipio Santa Ana es un municipio del Estado Anzoátegui, Venezuela, se encuentra ubicado al centro de dicha entidad federal. Posee una superficie de 1184 km² y tiene una población actual de casi 12 596 personas (censo 2023). El Municipio Santa Ana está dividido en dos parroquias, Pueblo Nuevo y Santa Ana, en esta última se encuentra la capital del municipio del mismo nombre. También posee una gran celebración anual a su santa, a la que muchos turistas asisten.

## Historia
Un año después de su fundación formal, Santa Ana de Anzoátegui fue visitada por Juan Núñez Castilla, quien en su inspección registró la presencia de 61 familias indígenas caribes, con un total de 197 habitantes. En 1761, Castilla documentó nuevamente la comunidad, señalando la existencia de 53 familias, 41 casas, 223 habitantes y un templo. Posteriormente, en 1781, Ivico Abad reportó una población de 204 personas, con 3 haciendas y un total de 496 cabezas de ganado mayor, entre vacunos, caballares y asnales.
En 1799, el naturalista Alexander von Humboldt recopiló información de las misiones de Píritu y del presidente del estado, indicando que la comunidad fue fundada en 1735. Según sus registros, se habían realizado 66 bautizos, se reportaban 13 fallecimientos, 243 personas casadas, 368 solteros adultos, 422 niños y un total poblacional de 1033 habitantes.

### Conflictos delsigloXIX
Durante el siglo XIX, Santa Ana enfrentó importantes desafíos derivados del contexto bélico nacional. En ocasiones, el poblado sirvió como refugio tanto para patriotas como para realistas. El 19 de septiembre de 1813, el caudillo José Tomás Boves incursionó en la localidad, diezmando a la población. Tras su retirada, el francés Moünet permaneció en la zona, prolongando los saqueos y asesinatos. Posteriormente, el 26 de marzo de 1817, Simón Bolívar recorrió las calles de Santa Ana durante su paso hacia Angostura, ciudad hacia la cual partió el 29 de marzo.

### Actualidad
Hoy en día, Santa Ana de Anzoátegui es una ciudad en desarrollo. El 20 de abril de 1996, fue elevada oficialmente a la categoría de municipio autónomo. La localidad cuenta con una refinería (San Roque) y una población comprometida con el crecimiento económico y social del municipio.

## Parroquias
1. Parroquia Pueblo Nuevo
2. Parroquia Santa Ana

## Ferias parroquiales

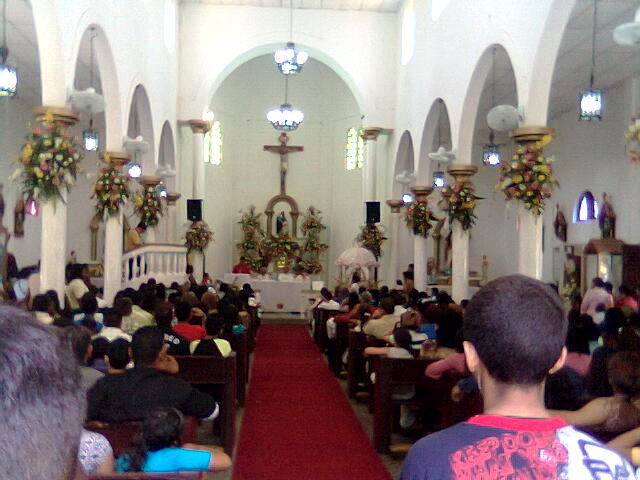
Misa en la Iglesia de Santa Ana.

El municipio Santa Ana realiza una celebración anual en honor a su patrona Santa Ana del 23 al 27 de julio de cada año. Actualmente la fiesta atrae a muchos viajeros y turistas del oriente del país. En la fiesta muchos copleros asisten a cantarle a su patrona, entre ellos Reynaldo Armas. El 26 de julio es el día más importante de las ferias, ya que se realiza una procesión y fuegos artificiales.

## Petróleo
El municipio Santa Ana posee una refinería petrolera en el campo denominado San Roque muy importante en el país, esta planta abastece de parafina a todo el mercado local para la producción de ceras, así corno diésel para el mercado industrial. Su clientela abarca también la industria de cauchos, velas y fósforos.
El gerente general Nelson Martínez se mostró complacido de este nuevo logro alcanzado durante la contingencia en la industria petrolera, por cuanto se cumplieron todos los parámetros de seguridad, higiene y ambiente establecidos para el reinicio de las operaciones.
"San Roque es una tacita de plata que nos permitirá producir nuevamente entre 55 a 60 toneladas diarias de parafina líquida. Ha sido un gran esfuerzo colectivo que habla por sí solo de la capacidad operativa de los trabajadores, encabezados por el superintendente Alexis Alvarado", explicó el ingeniero Nelson Martínez.
El máximo jefe de refinación en el Oriente también informó que se colocaron en el mercado unas 200 toneladas de parafina, durante la primera quincena de febrero, fecha que marcó el éxito de las operaciones seguras.

## Personas destacadas
- Juan Antonio Sotillo: prócer de la Independencia, jefe de la Revolución Federal y jefe de los Ejércitos de la República.

## Política y gobierno

### Alcaldes
| Período                            | Alcalde             | Partido político / Alianza | % de votos | Notas |
| ---------------------------------- | ------------------- | -------------------------- | ---------- | --- |
| 1995 - 2000                        | Maximiliano Souquet | AD                         | -          | Primer alcalde bajo elecciones directas (se realizaron elecciones generales adelantadas en el 2000 debido a la aprobación de la Constitución de 1999) |
| 2000 - 2004                        | Maximiliano Souquet | AD                         | 55,87      | Reelecto |
| 2004 - 2008                        | Maximiliano Souquet | SANASOTO                   | 37,11      | Reelecto |
| 2008 - 2013                        | Gerson Martínez     | AD                         | 48,52      | Segundo alcalde bajo elecciones directas (se postergan 1 año las elecciones municipales pautadas para finales del 2012)                               |
| 2013 - 2017                        | Ali Muñoz           | PSUV                       | 46,23      | Tercer alcalde bajo elecciones directas |
| 2017 - 2021                        | Gerson Martinez     | Copei                      | 49,86      | Cuarto alcalde bajo elecciones directas (Electo con la tarjeta de Copei, sin embargo, pertenece a AD)                                                 |
| 2021 - 2025                        | Freddy Fernández    | PSUV                       | 46,34      | Quinto alcalde bajo elecciones directas |
| Fuente: Consejo Nacional Electoral |                     |                            |            | |

### Concejo municipal
Período 2021 - 2025
| Concejales:     | Partido político / Alianza |
| --------------- | -------------------------- |
| Johny Guacaran  | PSUV                       |
| Danarvis Pérez  | PSUV                       |
| Luisa Mayorga   | PSUV                       |
| Delfran Pérez   | PSUV                       |
| Gerson Martinez | MUD                        |